# Giro di Svizzera 1961
Il Giro di Svizzera 1961, venticinquesima edizione della corsa, si svolse dal 15 al 21 giugno 1961 per un percorso di 1 357,5 km, con partenza da Zurigo e arrivo a Lucerna. Il corridore svizzero Attilio Moresi si aggiudicò la corsa concludendo in 37h08'06".
Dei 63 ciclisti alla partenza arrivarono al traguardo in 44, mentre 19 si ritirarono.

## Tappe
| Tappa  | Data      | Percorso                                   | km     | Vincitore di tappa | Leader cl. generale |
| ------ | --------- | ------------------------------------------ | ------ | ------------------ | ------------------- |
| 1ª     | 15 giugno | Zurigo > Laufenburg                        | 211    | Alfred Rüegg       | Alfred Rüegg        |
| 2ª     | 16 giugno | Laufenburg > Coira                         | 231    | Yvo Molenaers      | Attilio Moresi      |
| 3ª     | 17 giugno | Coira > Locarno                            | 169    | Rolf Graf          | Attilio Moresi      |
| 4ª     | 18 giugno | Locarno > Varese (ITA) (cron. individuale) | 74,5   | Rolf Graf          | Attilio Moresi      |
| 5ª     | 19 giugno | Varese (ITA) > Saas-Fee                    | 188    | Kurt Gimmi         | Attilio Moresi      |
| 6ª     | 20 giugno | Saas-Fee > Payerne                         | 235    | Maurice Meuleman   | Attilio Moresi      |
| 7ª     | 21 giugno | Payerne > Lucerna                          | 249    | Horst Oldenburg    | Attilio Moresi      |
| Totale | Totale    | Totale                                     | 1357,5 |                    |                     |

## Dettagli delle tappe

### 1ª tappa
- 16 giugno: Zurigo > Laufenburg – 211 km

Risultati
| Pos. | Corridore         | Squadra      | Tempo    |
| ---- | ----------------- | ------------ | -------- |
| 1    | Alfred Rüegg      | Mittelholzer | 4h55'30" |
| 2    | Joseph Planckaert | Flandria     | a 30"    |
| 3    | Clément Roman     | Flandria     | s.t.     |

### 2ª tappa
- 17 giugno: Laufenburg > Coira – 231 km

Risultati
| Pos. | Corridore      | Squadra        | Tempo    |
| ---- | -------------- | -------------- | -------- |
| 1    | Yvo Molenaers  | Carpano        | 6h04'17" |
| 2    | Germano Barale | Carpano        | a 45"    |
| 3    | Carlo Azzini   | San Pellegrino | s.t.     |

### 3ª tappa
- 18 giugno: Coira > Locarno – 169 km

Risultati
| Pos. | Corridore      | Squadra | Tempo    |
| ---- | -------------- | ------- | -------- |
| 1    | Rolf Graf      | Philco  | 4h36'53" |
| 2    | Germano Barale | Carpano | a 30"    |
| 3    | René Strehler  | Allegro | a 59"    |

### 4ª tappa
- 19 giugno: Locarno > Varese (ITA) – Cronometro individuale – 74,5 km

Risultati
| Pos. | Corridore       | Squadra        | Tempo    |
| ---- | --------------- | -------------- | -------- |
| 1    | Rolf Graf       | Philco         | 1h52'11" |
| 2    | Ernesto Bono    | San Pellegrino | a 21"    |
| 3    | Gastone Nencini | Ignis          | a 39"    |

### 5ª tappa
- 20 giugno: Varese (ITA) > Saas-Fee – 188 km

Risultati
| Pos. | Corridore        | Squadra | Tempo    |
| ---- | ---------------- | ------- | -------- |
| 1    | Kurt Gimmi       | Carpano | 5h44'58" |
| 2    | Kurt Postl       | Ignis   | a 1'53"  |
| 3    | Hilaire Couvreur | Carpano | a 6'15"  |

### 6ª tappa
- 21 giugno: Saas-Fee > Payerne – 235 km

Risultati
| Pos. | Corridore           | Squadra  | Tempo    |
| ---- | ------------------- | -------- | -------- |
| 1    | Maurice Meuleman    | Flandria | 6h44'33" |
| 2    | Dieter Kemper       | Torpedo  | a 30"    |
| 3    | Anton Van Der Steen | Acifit   | s.t.     |

### 7ª tappa
- 22 giugno: Payerne > Lucerna – 249 km

Risultati
| Pos. | Corridore         | Squadra | Tempo    |
| ---- | ----------------- | ------- | -------- |
| 1    | Horst Oldenburg   | Torpedo | 6h57'05" |
| 2    | René Strehler     | Allegro | a 30"    |
| 3    | Italo Mazzacurati | Carpano | s.t.     |

## Classifiche finali

### Classifica generale
| Pos. | Corridore         | Squadra        | Tempo     |
| ---- | ----------------- | -------------- | --------- |
| 1    | Attilio Moresi    | Carpano        | 37h08'06" |
| 2    | Hilaire Couvreur  | Carpano        | a 4'10"   |
| 3    | Alfred Rüegg      | Mittelholzer   | a 7'12"   |
| 4    | Italo Mazzacurati | Carpano        | a 9'10"   |
| 5    | Germano Barale    | Carpano        | a 13'07"  |
| 6    | Carlo Azzini      | San Pellegrino | a 13'13"  |
| 7    | Ernesto Bono      | San Pellegrino | a 13'32"  |
| 8    | Joseph Planckaert | Flandria       | a 14'38"  |
| 9    | Arnaldo Di Maria  | Carpano        | a 20'21"  |
| 10   | Kurt Gimmi        | Carpano        | a 22'32"  |

### Classifica scalatori
| Pos. | Corridore        | Squadra      | Punti |
| ---- | ---------------- | ------------ | ----- |
| 1    | Hilaire Couvreur | Carpano      | 36    |
| 2    | Alfred Rüegg     | Mittelholzer | 29    |
| 3    | Attilio Moresi   | Carpano      | 25    |
| 4    | Kurt Gimmi       | Carpano      | 22,5  |
| 5    | Erwin Lutz       | Tigra        | 17    |

### Classifica a punti
| Pos. | Corridore         | Squadra      | Punti |
| ---- | ----------------- | ------------ | ----- |
| 1    | Attilio Moresi    | Carpano      | 39    |
| 2    | Italo Mazzacurati | Carpano      | 60    |
| 3    | Alfred Rüegg      | Mittelholzer | 60    |
| 4    | Germano Barale    | Carpano      | 60    |
| 5    | Joseph Planckaert | Flandria     | 69    |

### Classifica squadre
| Pos. | Squadra        | Tempo      |
| ---- | -------------- | ---------- |
| 1    | CAR            | 111h25'11" |
| 2    | Ignis          | a 30'17"   |
| 3    | San Pellegrino | a 1h08'55" |
| 4    | Mittelholzer   | a 1h22'22" |
| 5    | Tigra          | a 1h47'07" |